# بارژول
بارژول (به فرانسوی: Barjouville) یک کمون (فرانسه) در فرانسه است که در canton of Chartres-Sud-Ouest واقع شده‌است. بارژول ۴٫۱ کیلومتر مربع مساحت دارد ۱۳۰ متر بالاتر از سطح دریا واقع شده‌است.